# Boca Samí
Boca Sint Michiel, ook bekend onder de lokaal gebruikelijkere naam Boca Samí, is een dorp op Curaçao. Het ligt vijf kilometer ten westen van Willemstad.
Het was een klein vissersdorp, maar het is fors uitgebreid met grote woonwijken. Er zijn restanten van het Fort Sint Michiel en twee eenvoudige visrestaurants. Een jaarlijks terugkerend evenement is Samí Sail, een combinatie van zeilwedstrijden en een volksfeest. Voetbalclub CRKSV Jong Colombia komt uit Boca Samí.
Bij het dorp liggen de Sint Michielsbaai, Blauwbaai en de Sint Michielsberg.